# Лежишта белог боксита у Републици Српској
Лежишта белог боксита на теренима Републике Српске истражене су у неколико бокситоносних подручја, углавном уз црвене боксите и различите су старости и неједнаког значаја. Бели боксит је јако ретка сировина и његове навеће резерве у Свету су у Црној Гори. Обзиром да је највећи део белих боксита у Републици Српској настао избељивањем црвеног боксита у танким слојевима и често неправилним зонама релативно су мале моћности његове експлоатације, и зато он нема већи економског значај за Републику Српску.

## Опште информације
Бели боксити као појаве или самостална лежишта заступљени су у готово свим бокситоносним подручјима црвених боксита. Осим смањеног садржаја Fe2O3 ови боксити по генетским карактеристикама, облику појављивања и другим особинама углавном су идентични са црвеним бокситима.
Употребљивост белог боксита у појединим гранама индустрије зависи од хемијског састава белог боксита, нарочито од садржаја гвожђе (III) окисда (Fe2O3).  У Републици Српској је извршена класификација белих боксита на основу садржаја Fe2O3 у њему, и то у три класе: 
- прва класа садржи до 3% Fe2O3,
- друга класа садржи до 5% Fe2O3 и
- трећа класа садржи од 5 до10% Fe2O3.

Прва и друга класа белог боксита се највише употребљавају у ватросталној индустрији, за производњу високоватросталних опека или за производњу бокситног брашна. Вредност овог боксита је већа уколико у њему има мањи садржај Fe2O3, јер се ватросталност повећава.
Трећа класа има нешто нижу ватросталност него код прве две класе, и зато се не користи у ватросталној индустрији.
Бели боксити имају примену и у индустрији брзовезујућег и специјалног цемента, за производњу корунда и азбеста, за алуминијумску индустрију уколико има низак садржај SiO2, итд.
Код свих класа белог боксита садржај Al2O3 се креће од 55 до 72%, а SiO2 од 1 до 18%.
Према минералном саставу бели боксити ове три класе припадају бемитском типу, с тим што се садржај каолинита повећава уколико је процентуално учешће SiO2 у њему веће.

## Налазишта
Појаве белог боксита у Републици Српској налазе се у лежиштима црвеног боксита у бокситоносним подручјима: 
- Херцеговине,
- источног делу Републике Српске (између Власенице и Сребренице) и
- подручју између Јајца, Мркоњић Града и Бања Луке.

### Лежишта белог боксита у Херцеговини
Појаве белог боксита у Херцеговини везане су уз црвене боксите одређених стратиграфских хоризоната. Ова лежишта боксита у подини имају рудистне кречњаке горње креде, а у кровини лапоровито-песковите карбонатне седиментне либурнијске старости.
Белу боксит који се у Херцеговини налази испод кровинских седимената, као завршни хоризонт у лежиштима црвених боксита,  је хомогеног изгледа, са густим или ретким пизолитима и оолитима.
Овај боксит који нема облик константног појављивања, а настао је током седиментације у процесу избељивања црвеног боксита у одговарајућим климатским срединама, као резултат одношења и одстрањивања Fe-оксида (Бурић, 1976).
Карактеристике руде;
- дебљина наслага је до 0,5 m.
- садржај Al2O3 у њему се креће до 70%,
- садржај  SiO2 до 4%,
- садржај Fe2O3 до 5%
- садржај TiO2 од 3-4%.

Према овом минерални саставу руда се овог лежишта одговара бемитском типу.
У Херцеговини постоји и други начин појављивања белог боксита. Нека лежишта црвеног боксита садрже у себи бели боксит у виду вена, жила, жилица, гнезда или пега. Бели боксит се налази паралелно пружању или попречно на пружање лежишта. Такав начин појављивања је настао у процесу дијагенезе или епигенезе, због прерасподеле гвожђа (Fe) при релативном колебању pH вредности и Eh. Код ове врсте белог боксита садржај титијум диоксида (TiO2) је нешто повећан, у изузетним случајевима и до 5%.
Скоро све појаве белих боксита у лежишту црвеног боксита у Херцеговини су малог пространства и дебљине. Пајава овог воксита је код свих лежишта црвеног боксита различитих стратиграфских хоризоната, чак ни код свих лежишта истог стратиграфског хоризонта и немају велику економску вредност као индустријска сировина. Овај бели боксит код појединих лежишта црвеног боксита "природно" оплемењује црвени боксит, нарочито када садржи велики проценат Al2O3 а малу количину силицијум диоксида (SiO2).

### Лежишта белог боксита у источном делу РС
Бели боксит источног дела Републике Српске се јавља испод кровинских слојева или у самом лежишту црвеног боксита у виду жилица и пега у бокситоносном подручју између Власенице и Сребренице. Kада се налази испод кровинских седимената као завршни хоризонт у лежиштима црвеног боксита, бели боксит није сталног појављивања.
Текстура му је увијек пизолитично-оолитична. Боксит овог подручја припада бемитско-каолинитском типу.
Карактеристике;
- дебљина му се креће до 1 m.
- садржај Al2O3 иде до 60%,
- садржај SiO2 до 22%,
- садржај Fe2O3 до 10%
- садржај  TiO2 око 3%.

Према начину појављивања белог боксита и према његовој структури и текстури долази се до закључка да је овај боксит настао у процесу седиментације, односно у процесу избељивања црвеног боксита у завршним хоризонтима, у срединама облаћивања њихових појединих делова, при релативном колебању pH и Eh у стадијуму таложења.

### Лежишта белог боксита на подручју између Јајца, Мркоњић Града и Бања Луке
Бели боксити у бокситоносном подручју између Јајца, Мркоњић Града и Бањалуке, спорадично се јављају код појединих лежишта црвеног боксита.
У подручју Лисковице, Бочца и других локалитета бели боксит се налази у лежиштима црвеног боксита непосредно испод кровинских седимената или у виду белих пега у самим лежиштима. На свим лежиштима бијели боксити су уједначеног хемијског састава:
- Al2O3 око 60%,
- SiO2 око 3%
- Fe2O3 до 10% (Бурић, 1976).

## Значај
Генерално посматрано, може се рећи да је Република Српске релативно сиромашна земља у погледу заступљености ове врста минералних сировина и да не располажемо великим лежиштима светског значаја, већ се овде ради о лежиштима мањих размера,  па из тих разлога будуће генерације треба да уче да рационално користе расположиве минералне сировине као би задовољавале потребе будућих нараштаја.